# ストリギノ国際空港
ストリギノ国際空港（ロシア語:  Международный аэропорт Стригино、英語: Strigino International Airport）は、ロシアのニジニ・ノヴゴロド近郊にある空港。

## 概要
1922年に飛行機のメンテナンスを行うための拠点として開港した。同年8月1日からは定期便の運航も始まった。
2019年にウラジーミル・プーチンの大統領令による住民投票の結果、ヴァレリー・チカロフの愛称が与えられた。

## 就航航空会社と就航都市

### 国内線
| 航空会社             | 就航地                                     |
| -------------------- | ------------------------------------------ |
| ノルドスター         | ベルゴロド、ノリリスク                     |
| レッドウィングス航空 | エカテリンブルク                           |
| S7航空               | モスクワ/ドモジェドヴォ、ノヴォシビルスク  |
| UTエアー             | ウファ、サマラ                             |
| アジムート           | クラスノダール、ペルミ、ロストフ・ナ・ドヌ |

### 国際線
| 航空会社           | 就航地                                                       |
| ------------------ | ------------------------------------------------------------ |
| アズール・エア     | アンタルヤ、バルセロナ、エンフィダ、ゴア、ドバイ、プーケット |
| ノードウィンド航空 | プーケット、イラクリオン、ダラマン、モナスティル             |
| イカル航空         | モナスティル、エンフィダ、ガジパシャ                         |
| ロイヤル・フライト | アンタルヤ、ドバイ                                           |
| エリンエア         | テッサロニキ                                                 |
| オヌルエア         | アンタルヤ                                                   |